# Pojačivač (genetika)
Pojačivač je regija u eukariotskoj DNK. Svojstva je da pomoću transkripcijskih faktora pojačava transkripciju. Ne mora biti blizu, nego može biti dosta daleko od regije (gena) koja se prepisuje.
Pojačivač je kratka (50-1500 bp) regija DNK. Može biti vezana s bjelančevinama (aktivatore) radi aktiviranja transkripcije jednog ili više gena. Ove bjelančevine obično nazivamo transkripcijskim faktorima. Pojačivači su uglavnom cis-regulatorni element, locirano do 1 Mbp (1,000.000 bp) daleko od gena, bilo od ili prema početnom mjestu, ili prema naprijed ili prema nazad. Stotine su tisuća pojačivača u ljudskom genomu.